# Consejo Legislativo del Estado Mérida
El Consejo Legislativo del Estado Mérida (CLEM) es la representación del Poder Legislativo de ese Estado Federal Venezolano.
El consejo es unicameral y está compuesto por once (11) diputados o legisladores regionales que son electos cada 4 años, bajo un sistema mixto de representación, por un lado se eligen un grupo de diputados por lista bajo el método D'Hont a nivel estatal y por otro lado se eligen por voto directo candidatos nominales por circunscripción definida, pudiendo ser reelegidos para nuevos períodos consecutivos, y con la posibilidad de ser revocados a la mitad de su período constitucional.

## Sede
El Palacio Legislativo del Estado Mérida y sede de las sesiones del consejo se encuentra en la avenida 4 con calle 22 de la ciudad de Mérida, capital del Estado.

## Funciones
La Cámara elige de su seno, una Junta Directiva integrada por un Presidente y un Vicepresidente, adicionalmente se elige a un Secretario fuera de su seno. Al igual que en la Asamblea Nacional, el Parlamento regional conforma Comisiones permanentes de trabajo que se encargan de analizar los diferentes asuntos que las comunidades plantean, ejerciendo la vigilancia de la administración del Estado con el auxilio de la Contraloría General del Estado, así como la discusión y aprobación de los presupuestos de la cámara y del poder ejecutivo.
Las funciones de los consejos legislativos regionales de Venezuela se detallan en la Ley Orgánica de los Consejos Legislativos de los Estados publicada en Gaceta Oficial de la República Bolivariana de Venezuela del 13 de septiembre de 2001

## Composición de la VI Legislatura (2021-2025)
Para la VI legislatura, se modificó la composición del Consejo, pasando de nueve (9) escaños a once (11). 
En las Elecciones Regionales de 2021 el Gran Polo Patriótico logra alcanzar la mayoría del poder legislativo con seis (6) de los once (11) legisladores, convirtiéndose además en la fuerza oficialista del estado, dado que el PSUV alcanza la gobernación en estas elecciones.
| Alianza / Grupo Parlamentario | Alianza / Grupo Parlamentario      | Diputado | Diputado           | Diputado           | Origen de Elección         | Cargo en el Consejo Legislativo |
| ----------------------------- | ---------------------------------- | -------- | ------------------ | ------------------ | -------------------------- | ------------------------------- |
|                               | Gran Polo Patriótico Simón Bolívar |          |                    | Pedro Álvarez      | Lista                      | Presidente del Consejo          |
|                               | Gran Polo Patriótico Simón Bolívar |          | Delia Vera         | 1                  | Vicepresidenta del Consejo |                                 |
|                               | Gran Polo Patriótico Simón Bolívar |          | Maire Escalona     | 3                  | Diputado                   |                                 |
|                               | Gran Polo Patriótico Simón Bolívar |          | Noel Jover         | 4                  | Diputado                   |                                 |
|                               | Gran Polo Patriótico Simón Bolívar |          | Jesús Lobo         | Lista              | Diputado                   |                                 |
|                               | Gran Polo Patriótico Simón Bolívar |          | Marián Zamudia     | Lista              | Diputado                   |                                 |
|                               | Mesa de la Unidad Democrática      |          |                    | Franco Di Girolamo | 2                          | Diputado                        |
|                               | Mesa de la Unidad Democrática      |          | Alexis Paparoni    | Lista              | Diputado                   |                                 |
|                               | Mesa de la Unidad Democrática      |          | Liliana Guerrero   | Lista              | Diputado                   |                                 |
|                               | Mesa de la Unidad Democrática      |          | Fabiana Santamaria | Lista              | Diputado                   |                                 |
|                               | Alianza Democrática                |          |                    | Manuel Mora        | Lista                      | Diputado                        |

## Legislaturas Previas

### I Legislatura (2000-2004)
En las elecciones del 30 de julio de 2000, sólo dos (2) partidos políticos se vieron representados en el parlamento regional merideño, el MVR que obtuvo la mayoría legislativa con 5 de 9 legisladores y el socialdemócrata Acción Democrática con 4 legisladores
| Alianza / Partido Político | Alianza / Partido Político | Diputados |
| -------------------------- | -------------------------- | --------- |
| Coordinadora Democrática   | Coordinadora Democrática   | 4         |
|                            | Acción Democrática         | 4         |
| Revolución Bolivariana     | Revolución Bolivariana     | 5         |
|                            | Movimiento V República     | 5         |

### II Legislatura (2004-2008)
En las elecciones de octubre de 2004 la alianza del MVR y Comando Ayacucho consiguió todos los escaños de la legislatura merideña (9 de 9 legisladores), dejando sin representación a los partidos opositores al Gobernador de turno.
| Alianza / Partido Político | Alianza / Partido Político | Diputados |
| -------------------------- | -------------------------- | --------- |
| Revolución Bolivariana     | Revolución Bolivariana     | 9         |
|                            | Movimiento V República     | 4         |
|                            | Comando Ayacucho           | 5         |

### III Legislatura (2008-2012)
En las elecciones regionales realizadas el 23 de noviembre de 2008 la alianza del chavismo (UVE-PSUV) vuelve a conseguir la mayoría absoluta en la legislatura con 7 de los 9 legisladores, sin embargo la unidad democrática queda representada con 2 legisladores
| Alianza / Partido Político    | Alianza / Partido Político            | Diputados |
| ----------------------------- | ------------------------------------- | --------- |
| Mesa de la Unidad Democrática | Mesa de la Unidad Democrática         | 2         |
|                               | Acción Democrática                    | 1         |
|                               | Copei                                 | 1         |
| Polo Patriótico               | Polo Patriótico                       | 7         |
|                               | UVE                                   | 5         |
|                               | Partido Socialista Unido de Venezuela | 2         |

### IV Legislatura (2013-2017)
Para la IV legislatura, el PSUV obtiene nuevamente la mayoría de la cámara regional con seis (6) escaños frente a los tres (3) escaños obtenidos por la Mesa de la Unidad Democrática.
| Alianza / Partido Político    | Alianza / Partido Político            | Diputados |
| ----------------------------- | ------------------------------------- | --------- |
| Mesa de la Unidad Democrática | Mesa de la Unidad Democrática         | 3         |
|                               | Acción Democrática                    | 1         |
|                               | Copei                                 | 2         |
| Polo Patriótico               | Polo Patriótico                       | 6         |
|                               | Partido Socialista Unido de Venezuela | 6         |

### V Legislatura (2018-2021)
En las elecciones regionales realizadas el 15 de octubre de 2017, resulta electo el gobernador Ramón Guevera de la alianza de la Mesa de la Unidad Democrática. Sin embargo, el PSUV logra ganar todos los curules de la cámara, explicado principalmente por la decisión de los principales partidos políticos, opositores al gobierno de Nicolás Maduro, de no participar en las elecciones de los Consejos Legislativos que se realizaron en un evento aparte a la elección del gobernador.
| Alianza / Partido Político | Alianza / Partido Político            | Diputados |
| -------------------------- | ------------------------------------- | --------- |
| Polo Patriótico            | Polo Patriótico                       | 9         |
|                            | Partido Socialista Unido de Venezuela | 9         |